# Passage Vladigerov
Le passage Vladigerov est un passage maritime long de 5,8 km en direction sud-ouest/nord-est et d'une largeur de 1,05 km, des îles Biscoe en Antarctique.

## Géographie
Il est situé entre l'île Lavoisier à l'est et l'île Krogh à l'ouest. 

## Histoire
Il a été nommé en l'honneur du compositeur bulgare Pantcho Vladiguerov.

## Cartographie
- British Antarctic Territory. 1:200000 topographic map. DOS 610 Series, Sheet W 66 66. Directorate of Overseas Surveys, UK, 1976
- Antarctic Digital Database (ADD). 1:250000 topographic map of Antarctica. Scientific Committee on Antarctic Research (SCAR)